# Розенцвейг фон Шваннау, Винцент
Винцент Розенцвейг фон Шваннау (нем. Vinzenz Rosenzweig von Schwannau; 1791, Цнайм — 8 декабря 1865, Вена) — австрийский востоковед, профессор Академии восточных языков в Вене. Известен переводами с персидского языка на немецкий, которые он издал вместе с персидским текстом; главнейшие из них: «Jousouf und Sulaïkha» Дьями (Вена, 1824), «Kacidat und Borda» (1824), «Диваны» Руми (1834) и «Диван» Гафиза (1840 и сл.).